# Marung Community
Marung Community är en gemenskap i Lesotho.   Den ligger i distriktet Mokhotlong, i den östra delen av landet, 140 km öster om huvudstaden Maseru.